# Ernst Jünger
Pour les articles homonymes, voir Jünger.
Ernst Jünger est un écrivain allemand, né le 29 mars 1895 à Heidelberg et mort le 17 février 1998 à Riedlingen.
En tant que contemporain et témoin de l'histoire européenne du XXe siècle, Jünger a participé aux deux guerres mondiales, d'abord dans les troupes de choc au cours de la Première Guerre mondiale, puis comme officier de l'administration militaire d'occupation à Paris à partir de 1941. Devenu célèbre après la publication de ses souvenirs de la Première Guerre mondiale dans Orages d'acier en 1920, il a été une figure intellectuelle majeure de la révolution conservatrice à l'époque de Weimar, mais s'est tenu éloigné de la vie politique à partir de l'accession des nazis au pouvoir. Jusqu'à la fin de sa vie à plus de 100 ans, il a publié des récits et de nombreux essais ainsi qu'un journal des années 1939 à 1948 puis de 1965 à 1996. Parmi ses récits, Sur les falaises de marbre (1939) est l'un des plus connus. Francophile et francophone, Ernst Jünger a vu son œuvre intégralement traduite en français et « [...] fait partie, avec Günter Grass et Heinrich Böll, des auteurs allemands les plus traduits en France ». Figure publique très controversée à partir de l'après-guerre dans son pays, il a reçu le prix Goethe en 1982 pour l'ensemble de son œuvre.
Julien Hervier, qui a dirigé l'édition des Journaux de guerre de Jünger dans la Bibliothèque de la Pléiade, a écrit : « Si l'on voulait conclure sur Jünger, il faudrait avant tout éviter la facilité qui tend à accorder autant d'importance, sinon plus, à sa légende d'homme d'action, engagé dans la guerre, la politique et l'aventure, qu'aux milliers de pages de son œuvre d'écrivain ».

## Biographie

### Jeunesse et Première Guerre mondiale sous les «Orages d'acier»

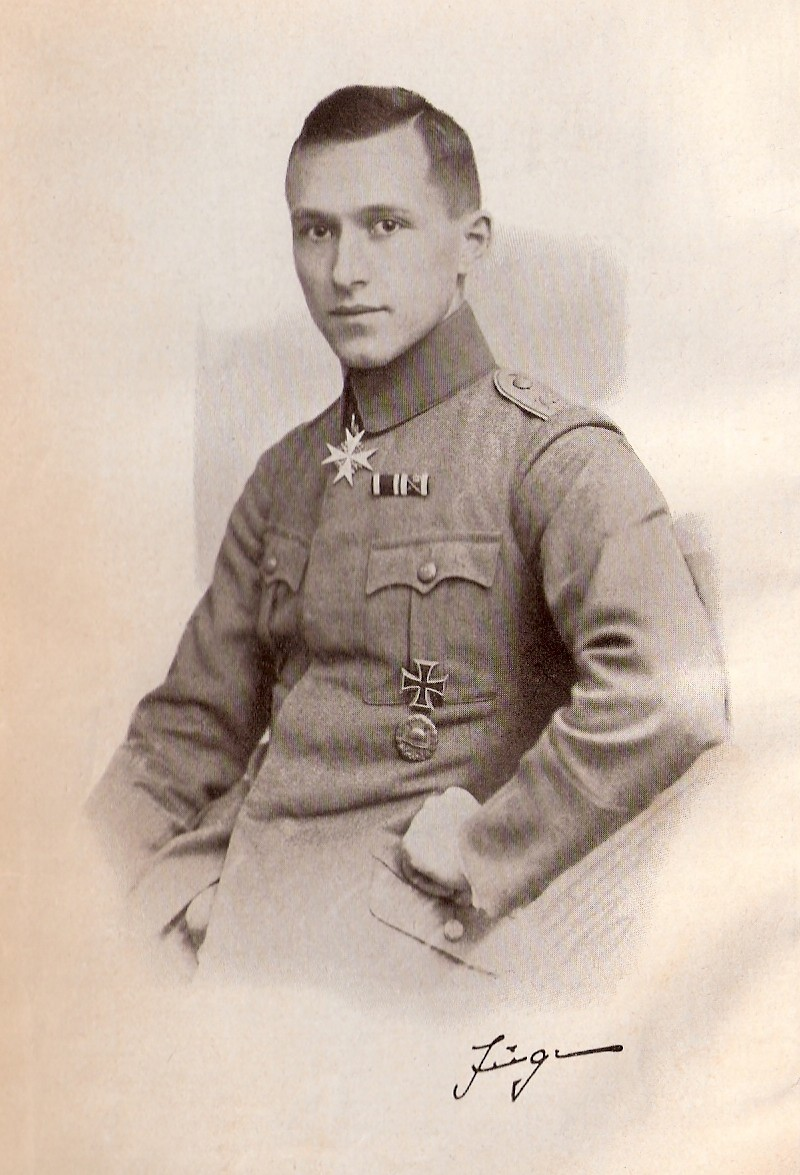
Ernst Jünger arborant ses décorations après la Première Guerre mondiale. Photo illustrant la troisième édition allemande dOrages d'acier.

Ernst Jünger est l'aîné d'une famille de cinq enfants parmi lesquels son frère, Friedrich Georg, devient un de ses compagnons privilégiés. Leur père devient chimiste et pharmacien après avoir été l'assistant de Viktor Meyer à l’université. Ernst se révèle assez vite rétif à la discipline scolaire. À l'âge de 16 ans, il rejoint le groupe de jeunesse Wandervogel (« les oiseaux migrateurs »), puis fugue à l'âge de 17 ans pour s'engager dans la Légion étrangère en France. Il revient sur cette aventure vingt ans après dans le roman autobiographique Jeux africains publié en 1936.
Il a 19 ans et prépare son abitur lorsque l’empereur Guillaume II ordonne la mobilisation en août 1914. Il participe, comme de nombreux autres compatriotes, avec un enthousiasme teinté d'ardeur et d'effroi à la Première Guerre mondiale dans le 73e régiment de fusiliers. Promu sous-officier, puis officier (lieutenant), il est blessé quatorze fois et reçoit, le 22 septembre 1918, la plus haute décoration allemande accordée à un jeune officier de 23 ans et demi, la croix « Pour le Mérite ».
Il raconte après guerre son expérience de la guerre des tranchées, comme simple soldat d'abord, puis comme officier des Sturmtruppen, ancêtres des commandos, dans le livre Orages d'acier publié à compte d'auteur en 1920 sur les conseils de son père. Il y décrit notamment les horreurs vécues, mais aussi la fascination que l'expérience du feu a exercée sur lui. « La bataille des Éparges fut mon baptême du feu. Il était tout autre que je ne l'avais imaginé. J'avais pris part à une grande opération guerrière sans voir un seul de mes adversaires…» Ce livre connut un grand succès auprès du public et reste aujourd'hui encore son livre le plus lu. André Gide écrit : « Le livre d'Ernst Jünger sur la guerre de 14, Orages d'acier, est incontestablement le plus beau livre de guerre que j'ai lu, d'une bonne foi, d'une honnêteté, d'une véracité parfaites ». Il y décrit notamment la défaite de l'armée allemande, à l'encontre du mythe du coup de poignard dans le dos.
En 1922, il écrit Le Combat comme expérience intérieure (Der Kampf als inneres Erlebnis), à la fois roman et essai, où figurent, outre ses souvenirs de la Grande Guerre et l'effet sur l'âme des soldats de conditions de vie extrêmes dans les tranchées, ses premières réflexions philosophiques et politiques sur la bravoure et le pacifisme.
Jünger nourrit de son expérience de la guerre et du combat son analyse historique et politique de la situation allemande après la défaite. Il s'inscrit dans la « Kriegsideologie » qui anime de nombreux intellectuels au temps de la république de Weimar,.

### Entre-deux-guerres: nationalisme et révolution
Après la défaite et sa démobilisation, il travaille un temps pour le ministère de la Reichswehr à Hanovre. Il collabore à la rédaction de manuels destinés aux troupes d'infanterie. Le 31 août 1923, il quitte l'armée et entame des études de sciences naturelles et d'entomologie à Leipzig. Il suit également des cours de philosophie auprès de Hans Driesch et Felix Krüger, et lit abondamment, notamment Nietzsche et Spengler. Il effectue plusieurs voyages d'étude de la zoologie à Naples dont un de février à avril 1925. Il quitte l'Université le 26 mai 1926. Il s'installe à son compte comme écrivain et journaliste politique. Il écrit alors dans diverses publications nationalistes « une bonne centaine d'articles en un lustre », celles des ligues d'anciens combattants notamment, et fréquente les cercles nationaux révolutionnaires, constitutifs d'un mouvement de pensée appelé la Révolution conservatrice sous la république de Weimar.
Armin Mohler, spécialiste de la Révolution conservatrice, le classe parmi les nationaux-révolutionnaires, parmi lesquels il incarne, en compagnie notamment de  Franz Schauwecker et Werner Beumelburg, le « nationalisme soldatique », né de l'expérience des tranchées. Il fréquente aussi bien Otto Strasser qu'Erich Mühsam et devient proche d'Ernst Niekisch, principal idéologue allemand du National-bolchévisme. Il devient une figure dans le milieu intellectuel nationaliste. Il publie en 1930 l'essai historico-politique intitulé La Mobilisation totale, et, en 1932, Le Travailleur, « couronnement des réflexions politiques de l'auteur » selon Louis Dupeux. Dans ces deux publications, le néo-nationalisme de Jünger s'exprime largement, dans une célébration de l'État, de la technique, comme force mobilisatrice, et du vitalisme. Walter Benjamin, très critique à l'égard de ses prises de position, voit en Jünger « le fidèle exécutant fasciste de la guerre des classes ». Pour Éric Michaud de l'EHESS, « c'est certainement lorsqu'il s'emploie à dessiner les traits de [la] figure rédemptrice [du Travailleur] que Jünger est au plus près du national-socialisme » en lui fournissant « les aliments de sa croissance et de son développement ».

### Avènement du Troisième Reich et Seconde Guerre mondiale
Contacté par le parti nazi du fait de son passé d'ancien combattant et de ses écrits patriotiques, il refuse toute participation et démissionne même de son club d'anciens du régiment en apprenant l'exclusion des membres juifs. Dès avril 1933, la Gestapo perquisitionne sa maison et il est surveillé en permanence par le régime. Il refuse le 18 novembre de la même année de siéger à l'Académie allemande de littérature où il a été élu le 9 juin. Il quitte Berlin pour Goslar. En 1936, il se retire à la campagne, à Überlingen tout d'abord, puis à Kirchhorst. Il entreprend dans les années qui suivent des voyages plus ou moins lointains (Norvège, Brésil, France, Rhodes).

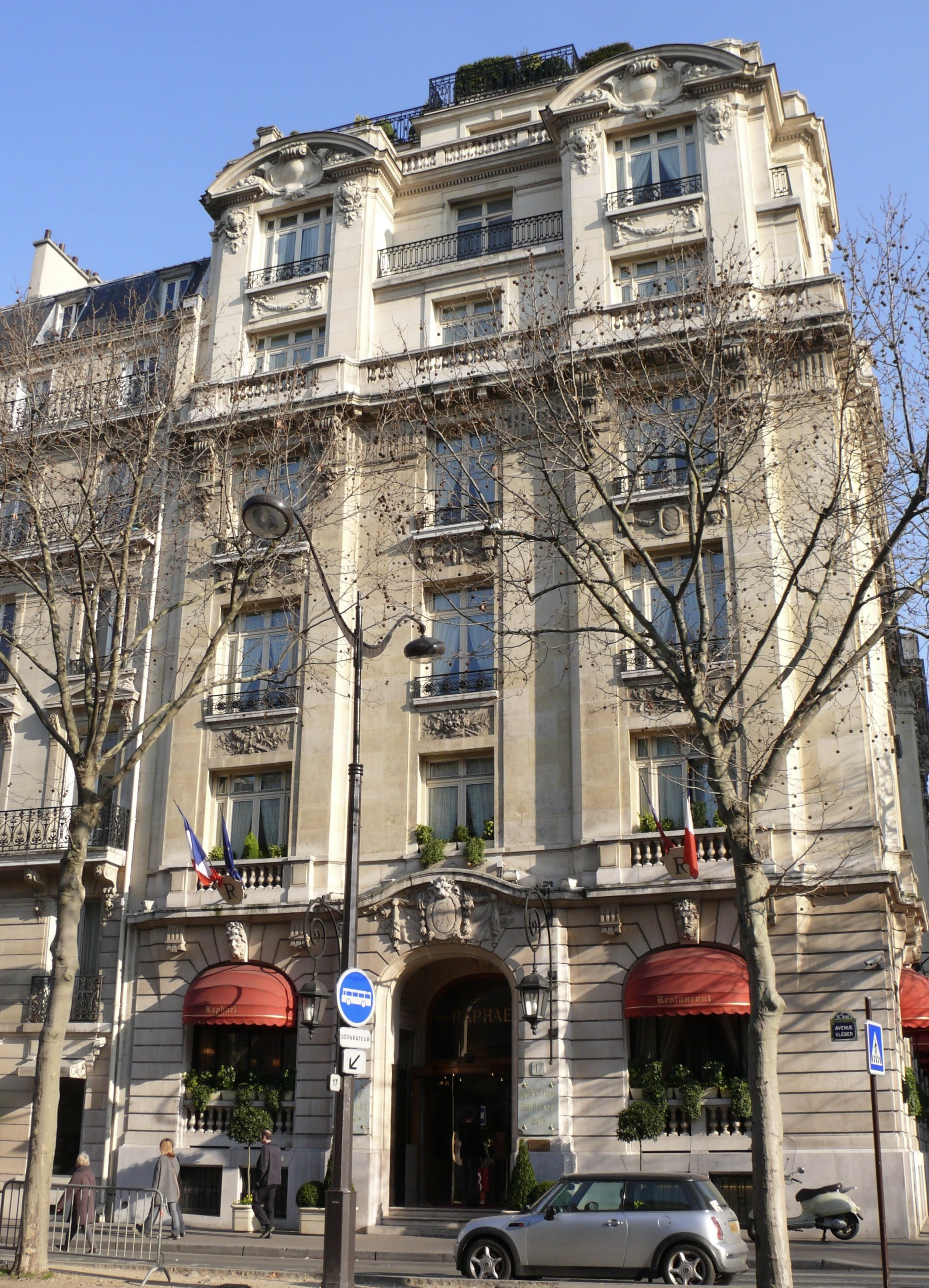
L'hôtel Raphael à Paris où Jünger loge à compter de juin 1941.

En 1939, paraît ce que beaucoup de critiques considèrent comme son chef-d'œuvre, Sur les falaises de marbre, un roman allégorique souvent vu comme une dénonciation de la barbarie nazie. Cette allégorie dépasse la simple contestation du totalitarisme qui triomphait alors en Allemagne. Il s'agit d'une illustration subtile des forces à l'œuvre dans l'établissement d'un régime dictatorial. Le monde intemporel qui y est décrit dépasse le cadre factuel de son époque et fait ressentir l'enfermement intérieur sous le poids du monde extérieur. Cette publication irrite dans le camp nazi et le Reichsleiter Philipp Bouhler intervient auprès de Hitler, mais Jünger échappe à toute sanction du fait de la sympathie qu'éprouve le Führer pour le héros de la Première Guerre mondiale (titulaire de la prestigieuse croix Pour le Mérite) et ses récits de guerre.
Jünger est mobilisé le 30 août 1939 dans la Wehrmacht avec le grade de capitaine. Il participe à la campagne de France puis, après la victoire des Allemands, Hans Speidel lui fait intégrer l'état-major parisien. Il fait partie de l'entourage du commandant en chef des troupes d’occupation en France, Otto von Stülpnagel, remplacé en 1942 par son cousin Carl-Heinrich von Stülpnagel qui participera au complot du 20 juillet 1944 contre Hitler en arrêtant les SS de la région parisienne et sera pendu par les nazis le 30 août 1944 après avoir raté son suicide.
Il dispose d'un bureau à l'hôtel « Majestic ». « Ce poste le met au cœur des intrigues et des tensions qui opposent le commandement militaire aux différentes unités du parti. » Il peut consacrer son temps libre à rédiger son Journal de guerre ainsi qu'un essai intitulé La Paix, appel à la jeunesse d'Europe et à la jeunesse du monde qu'il commence à rédiger dès l'automne 1941 et qui anticipe la nécessaire réconciliation des nations et l'indispensable construction européenne, essai « très imprégné de valeurs chrétiennes ».
Son journal, dont le premier volume Jardins et routes sort dès 1942 en allemand et en français, est un mélange d'observations de la nature, de comptes rendus de ses fréquentations littéraires dans les salons parisiens, dont celui de Florence Gould, et enfin de remarques d'une lucidité désabusée sur sa position d'officier en temps de guerre, par lesquelles il souligne la nécessité d'un certain retrait dans son monde intérieur : « de Paris, 30 juillet 1944. Une ondée me fait passer quelques instants au musée Rodin, que d'habitude je n'aime guère. (…) Les archéologues d'âges futurs retrouveront peut-être ces statues juste sous la couche des tanks et des torpilles aériennes. On se demandera comment de tels objets peuvent être si rapprochés, et on échafaudera des hypothèses subtiles. »
On retrouve également dans ses journaux son horreur de ce qui s'est emparé de l'Allemagne, sa haine de Hitler (qu'il ne désigne que sous le nom de Kniebolo) et de ses partisans (qu'il désigne du nom de lémures) et sa honte devant les étoiles jaunes qu'il croise dans les rues : « Je suis alors pris de dégoût à la vue des uniformes, des épaulettes, des décorations, des armes, choses dont j'ai tant aimé l'éclat. »
À Paris, Jünger multiplie les rencontres littéraires et artistiques : Sacha Guitry, Paul Morand, Jean Cocteau, Marcel Jouhandeau, Paul Léautaud dont il traduira un texte après la guerre. Il rencontre également Louis-Ferdinand Céline, qui lui fait une terrible impression, notamment en raison de son antisémitisme farouche. Le personnage désagréable Merline dans Strahlungen est identique à Céline, comme il l'a confirmé dans une lettre à Der Spiegel en 1994. Il rend visite à Picasso rue des Grands-Augustins, à Georges Braque. Il rend des services à ses amis français: il fait libérer un jeune ami juif de Colette et évite à Michel Gallimard, neveu de Gaston Gallimard, d'être envoyé en Allemagne  pour le Service du travail obligatoire en intervenant directement auprès du commandant en chef von Stülpnagel (pour le remercier, Gaston Gallimard lui offre une collection complète des œuvres parues à la Bibliothèque de la Pléiade).
En novembre 1942, il part trois mois en mission sur le front russe dans le Caucase pendant l'offensive allemande. Il semble que von Stülpnagel souhaite qu'il puisse sonder les hauts gradés de l'Est en cas de putsch contre Hitler sur le front ouest. Il sera déçu de leurs réactions. La mort de son père le 8 janvier 1943 précipite son retour en Allemagne qui s'effectue dans des conditions matérielles très difficiles.
Speidel, rentré de Russie et devenu chef de l'état-major de Rommel au château de La Roche-Guyon lui envoie en mai 1944 un motard pour qu'il lui fournisse une copie de son essai La Paix, afin de la communiquer au maréchal. Il ne participe pas au complot à l'origine de l'attentat du 20 juillet 1944 contre Adolf Hitler, mais est dans le secret de sa préparation. « Je ne me consolerai jamais d'avoir brûlé après le 20 juillet le journal que je tenais à cette époque-là » écrit-il le 25 mai 1988. Il est démobilisé et rentre en Allemagne au cours de l'été 1944. Il se retrouve à la tête d'un groupe local du Volkssturm et, à l'arrivée des troupes anglaises et américaines, début avril 1945, il demande à ses hommes de ne pas résister. Il avait appris le 11 janvier 1945 que, le 29 novembre 1944, son premier fils âgé de 18 ans était tombé sous les balles des partisans dans les montagnes de Carrare en Italie centrale. « Depuis l'enfance, il s'appliquait à suivre son père. Et voici que, du premier coup, il fait mieux que lui, le dépasse infiniment. »

### Après-guerre: l'«Anarque» centenaire
Après la capitulation, il lui est interdit de publier pendant quatre années à cause de son refus de se soumettre aux procédures de dénazification des alliés. Dans l'Allemagne de l'après-guerre il devient plus que jamais une figure controversée. La polémique concerne essentiellement ses articles publiés dans des revues nationalistes de l'entre-deux-guerres, et l'influence qu'il aurait pu exercer sur l'intelligentsia nazie, notamment avec la publication en 1932 de son essai Le Travailleur.

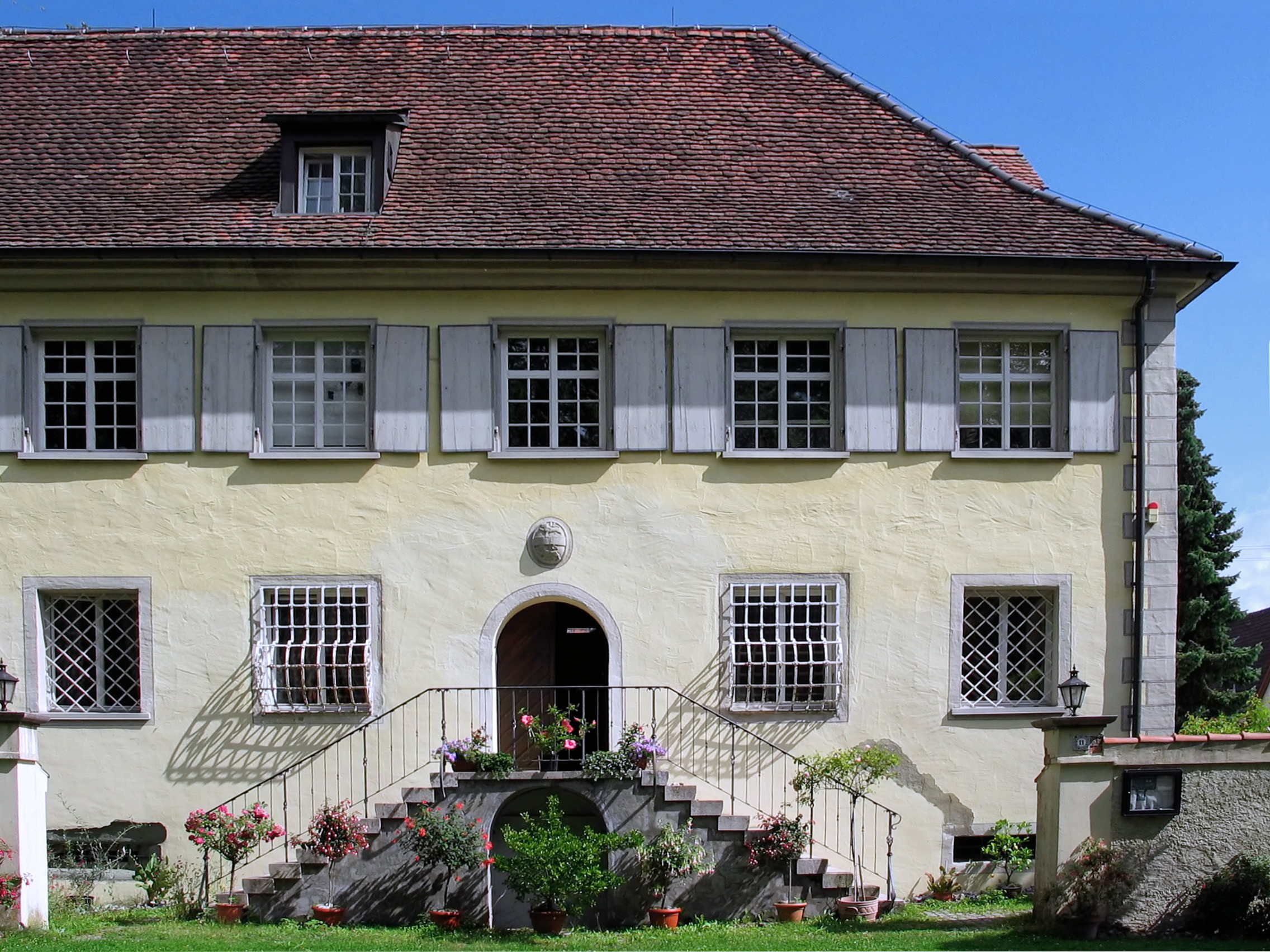
La maison d'Ernst Jünger à Wilflingen, devenue après sa mort un musée consacré à l'écrivain et son frère Friedrich Georg.

De 1950 jusqu'à sa mort, il vit dans un petit village de Haute-Souabe, Wilflingen près de Riedlingen, et il voyage à travers le monde pour assouvir sa passion de l'entomologie, plus exactement pour les coléoptères, passion qui a fait l'objet du livre Chasses subtiles et de plusieurs passages importants de ses autres écrits . À Wilflingen, il emménage dans une vaste maison construite en 1728 par Franz von Stauffenberg évêque de Constance, dite du Grand Forestier, juste en face du château des Stauffenberg, que lui loue un cousin éloigné du comte Stauffenberg impliqué dans l'attentat du 20 juillet 1944 contre Hitler, maison qu'avait occupée quelques années plus tôt Pierre Laval alors que le gouvernement de Vichy en exil s'était replié à Sigmaringen. Comme le remarque Elliot Neaman : « Que Jünger ait élu domicile dans la maison du Grand Forestier où le principal collaborateur français Laval avait vécu est un exemple des nombreuses interactions ironiques entre la vie et la littérature générées par la guerre. Que le fils de Jünger ait été tué dans les carrières de marbre de Carrare en est une autre. »

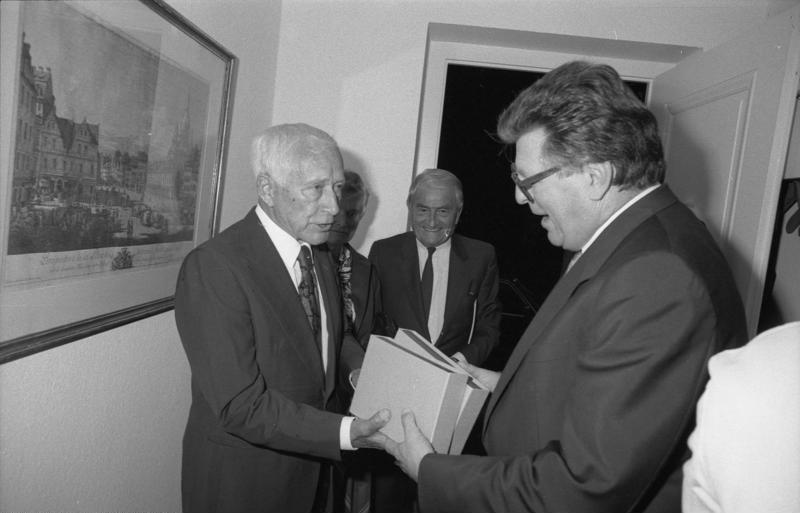
Rencontre entre Jünger et Philipp Jenninger, président du Bundestag, en 1986.

Lui qui avait été jusqu'en 1933 une figure de la droite nationaliste défend après 1945 un individualisme anarchisant, radicalement hostile à l'État-Léviathan, avec ses essais Passage sur la ligne (1950) et Traité du rebelle (1951), puis son roman Eumeswil (1977). Dans ce roman, Jünger forge la figure de l'« Anarque », qui prolonge celle du « banni à errer dans la forêt » (« Waldgänger ») décrite deux décennies plus tôt. Comme l'explique Patrick Louis : « L'Anarque a renoncé au combat, il a choisi l'émigration intérieure. Il se replie sur lui-même […] Son souci est son intimité, et parce qu'il ne s'engage pas, il pense préserver son intégrité. » Jünger a été en la matière influencé par la pensée de Max Stirner.
L'œuvre de Jünger semble devoir être considérée sous l'éclairage des expériences vécues par l'homme dans sa vie intime. Il est en particulier un des rares écrivains à avoir consacré une œuvre à l'ivresse au sens large, celle donnée par les drogues les plus diverses (éther, haschich, opium, cocaïne, LSD…) et les boissons traditionnelles (bière, vin, thé). L'auteur entend le mot ivresse au sens de modification de la perception des sens et du rapport au temps. Son expérience personnelle de ces substances est relatée dans l'essai Approches, drogues et ivresses (1970) qui n'est pas sans rappeler Du vin et du haschisch de Charles Baudelaire ou surtout Les portes de la perception d'Aldous Huxley.

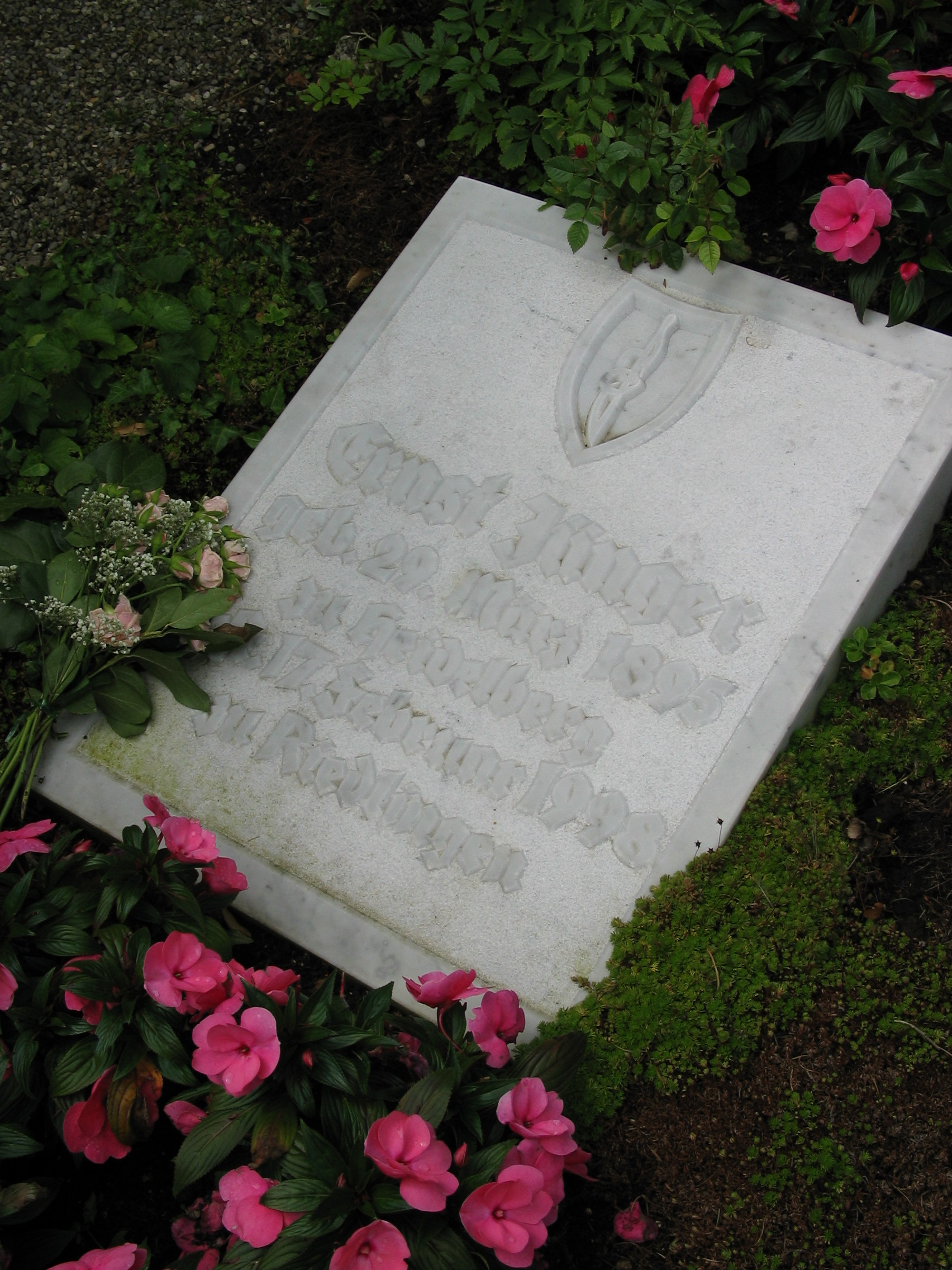
Tombe d'Ernst Jünger au cimetière de Wilflingen.

En 1982, l'attribution à Jünger du prix Goethe déclenche de violentes protestations en Allemagne et une polémique nourrie pendant plusieurs mois. Ces protestations émanent en majorité de la gauche en général et des Verts en particulier. Ces voix — qui se font entendre jusque devant les marches de l'église Saint-Paul de Francfort où a lieu la cérémonie de remise du prix le 28 août — n'acceptent pas que le prix allemand le plus prestigieux soit remis à une personne qui incarne à leurs yeux un passé militariste et anti-démocratique. Mais, contrastant avec cette manifestation nationale de rejet, son centième anniversaire, en 1995, est l'occasion de plusieurs célébrations officielles et il est invité à déjeuner au palais de l'Élysée par le président François Mitterrand qui éprouve une grande admiration pour lui. Il s'est également lié après guerre avec Julien Gracq, qui a souvent exprimé l'admiration qu'il éprouve pour l'œuvre de Jünger et notamment pour Sur les falaises de marbre.
Le 26 septembre 1996, il se convertit au catholicisme. Après avoir été actif jusque dans les derniers jours de sa vie, il meurt dans son sommeil à l'aube du 17 février 1998 à l'hôpital de Riedlingen.

## Œuvres
La critique littéraire différencie dans l'œuvre de Jünger deux périodes de production : les livres de jeunesse et les livres de maturité. Jünger, lors des entretiens qu'il a donnés, a opéré lui-même une distinction entre ce qu'il a appelé son « Altes Testament » (Ancien Testament) et son « Neues Testament » (Nouveau Testament). La première catégorie regroupe les récits de guerre dans lesquels tous les personnages et les faits sont réels, tandis que la deuxième est composée d’œuvres de fiction, dans lesquelles les figures, les allégories, les « mondes oniriques » et les lieux imaginaires croisent de nombreuses références au monde réel,.
Du vivant de l'auteur, ont été publiées successivement deux éditions générales de ses œuvres : la première en dix volumes de 1960 à 1965 chez Ernst Klett (titre original : Gesammelte Werke), la seconde en dix-huit volumes de 1978 à 1983 chez Klett-Cotta (titre original : Sämtliche Werke). Il ne s'agit pas d'œuvres véritablement « complètes » dans la mesure où aucun de ses nombreux articles politiques publiés dans des journaux entre 1920 et 1933 n'y figure. Ils ont fait l'objet d'une édition en 2002 par S. O. Berggötz sous le titre Politische Publizistik également chez Klett-Cotta. Ses « journaux de guerre » en deux tomes — tome I (1914-1918) et tome II (1939-1948) — ont été publiés en février 2008 dans la Bibliothèque de la Pléiade.

### Récits et romans

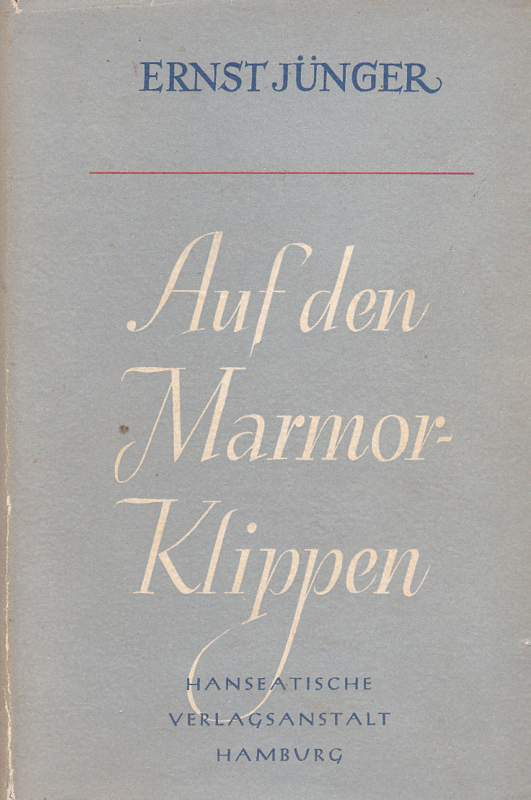
Couverture de l'édition originale de Sur les falaises de marbre (1939).

- Orages d'acier (In Stahlgewittern), 1920
- Le Combat comme expérience intérieure (Der Kampf als inneres Erlebnis), 1922, traduit en français sous le titre : La guerre notre mère, Albin Michel, 1934.
- Lieutenant Sturm (Sturm), 1923, traduit en français par Philippe Giraudon, postface Olivier Aubertin), Éditions Viviane Hamy, 1991 •  (ISBN 978-2-87858-021-1)
- Le Boqueteau 125, chronique des combats de tranchée (1918) (Das Wäldchen 125, eine Chronik aus den Grabenkämpfen (1918)), Payot, 1925
- Feu et sang - Bref épisode d'une grande bataille (Feuer und Blut - Ein kleiner Ausschnitt aus einer grossen Schlacht), 1925, traduit en français par Julien Hervier, Christian Bourgois, 2008
- Le Cœur aventureux (Das abenteuerliche Herz), 1929, publié en 1938 dans une version incomplète par Gallimard • édition intégrale[50], traduction de Julien Hervier, Gallimard, 1995 -  (ISBN 978-2-07074-165-6)
- Jeux africains (Afrikanische Spiele), 1936, traduit par Henri Thomas, Collection Blanche, Gallimard, 1944
- Sur les falaises de marbre (Auf den Marmorklippen), 1939, traduit par Henri Thomas, Collection Blanche, Gallimard, 1942
- Voyage atlantique (Atlantische Fahrt), journal de voyage, 1947
- Héliopolis (Heliopolis), 1949
- Visite à Godenholm (Besuch auf Godenholm), 1952
- Abeilles de verre (Gläserne Bienen), 1957
- San Pietro, 1957
- Serpentara, 1957
- Le Lance-pierres (Die Zwille), 1973
- Eumeswil (Eumeswil), 1977
- Le Problème d'Aladin (Aladins Problem), 1983
- Une dangereuse rencontre (Eine gefährliche Begegnung), 1985
- Trois chemins d'écolier - Tardive vengeance (Sp. R. - Drei Schulwege), 2003, posthume

### Essais

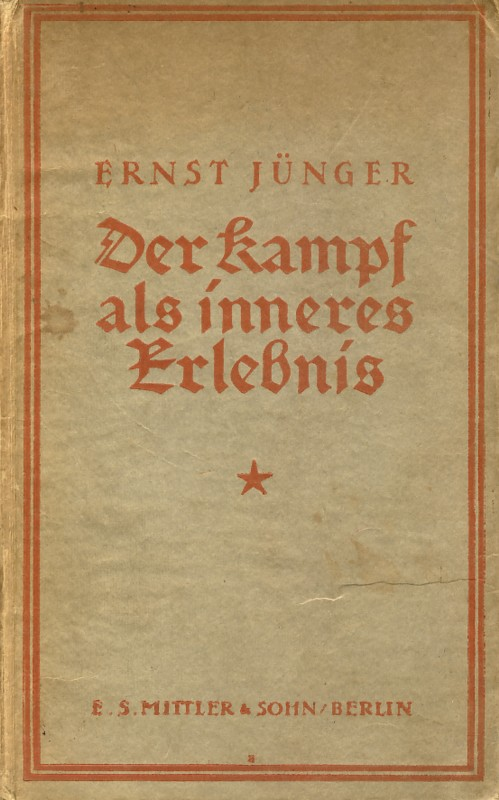
Couverture de l'édition originale de Le Combat comme expérience intérieure (1922).

- Le Travailleur (Der Arbeiter - 1931)
- Éloge des voyelles (Lob der Vokale - 1934)
- Feu et mouvement (Feuer und Bewegung - 1934
- La Paix (Der Friede - 1946)
- Le traité du Rebelle ou le recours aux forêts (Der Waldgänger - 1951)
- Le Nœud Gordien (Der Gordische Knoten - 1953)
- Traité du Sablier (Das Sanduhrbuch - 1954)
- Mantrana (Mantrana, Einladung zu einem Spiel - 1958)
- Le Mur du temps (An der Zeitmauer - 1959)
- L'État universel (Der Weltstaat - 1960)
- Chasses subtiles (Subtile Jagden - 1967)
- Approches, drogues et ivresse (Annäherungen, Drogen und Rausch - 1970)
- Philémon et Baucis. La mort dans le monde mythique et le monde technique (Philemon und Baucis - 1972)
- Les nombres et les dieux (Zahlen und Götter - 1973)
- Rivarol et autres essais (1974)
- Le contemplateur solitaire (1975)
- L'Auteur et l'Écriture (Autor und Autorschaft - 1982)
- Les ciseaux (Die Schere - 1990)

### Journaux
- Jardins et routes - pages de journal 1939-1940 (trad. fr. Plon 1942)
- Journal de guerre (Strahlungen 1949, trad. fr. René Julliard 1951 et 1953)
- Sous le signe de Halley, Paris, Gallimard, coll. Du monde entier, 1989.  (ISBN 978-2-07-071673-9)
- Soixante-dix s'efface (Siebzig verweht 1977)
  - Soixante-dix s’efface, I – Journal 1965-1970 (Siebzig verweht)
  - Soixante-dix s’efface, II – Journal 1971-1980 (Siebzig verweht II)
  - Soixante-dix s’efface, III – Journal 1981-1985 (Siebzig verweht III)
  - Soixante-dix s’efface, IV – Journal 1986-1990 (Siebzig verweht IV)
  - Soixante-dix s’efface, V – Journal 1991-1996 (Siebzig verweht V - 1997)

### Correspondance
- Ernst Jünger et Martin Heidegger (trad. de l'allemand par Julien Hervier), Correspondance : 1949-1975, Paris, Christian Bourgois Éditeur, 2010, 165 p. (ISBN 978-2-267-02067-0)
- Ernst Jünger (trad. de l'allemand par Julien Hervier), Carnet de guerre 1914-1918, Paris, Christian Bourgois Éditeur, coll. « Litt. Étr. », 2014, 570 p. (ISBN 978-2-267-02589-7)
- Ernst Jünger (trad. de l'allemand par Julien Hervier, préf. Heimo Schwilk), Lettres du front à sa famille 1915-1918 : Avec un choix de réponses de ses parents et de Friedrich Georg Jünger, Paris, Christian Bourgois Éditeur, coll. « Litt. Étr. », 2016, 169 p. (ISBN 978-2-267-02933-8)
- Ernst Jünger et Carl Schmitt (trad. de l'allemand par François Poncet, préf. Julien Hervier, postface Helmuth Kiesel), Correspondance 1930-1983, Paris, Krisis & Pierre-Guillaume de Roux, 2020, 663 p. (ISBN 978-2-363-71332-2)

## Postérité
- Un taxon végétal et une vingtaine de taxons animaux ont été dédiés à Jünger[51].
- Le prix Ernst-Jünger décerné par le land de Bade-Wurtemberg récompense des travaux de recherche en entomologie.
- La bourse d'études Ernst-Jünger destinée aux chercheurs en sciences humaines est octroyée par le land de Bade-Wurtemberg.
- Jünger est un des personnages principaux du roman Nocturne du Chili (2002) de l'écrivain hispanophone Roberto Bolaño[52] et figure également dans Les Bienveillantes (2006) de Jonathan Littell.
- Jünger est un des personnages importants du roman de Philippe Collin Le barman du Ritz .

## Distinctions militaires
- Croix de fer, 2e et 1re classe (1914). Il a aussi été décoré de la croix de fer du Troisième Reich en 1940.
- Ordre de la maison de Hohenzollern (1917).
- Pour le Mérite (1918).
- Insigne des blessés (Allemagne). Médaille d'or des blessés pour un minimum de quatorze blessures (1918)[53].

#### Études, témoignages et biographies
- Jean-Jacques Amigo, « Jünger (Ernst) », dans Nouveau Dictionnaire de biographies roussillonnaises, vol. 3 Sciences de la Vie et de la Terre, Perpignan, Publications de l'olivier, 2017, 915 p. (ISBN 9782908866506)
- Banine, Ernst Jünger aux faces multiples, Lausanne, L'Âge d'Homme, 1989, 213 p. (ISBN 978-2-8251-2338-6, lire en ligne)
- Philippe Barthelet (dir.), Ernst Jünger, Lausanne, L'Âge d'Homme, coll. « Les Dossiers H », 2000, 591 p. (ISBN 2-8251-1425-1)
- Danièle Beltran-Vidal, Chaos et renaissance dans l'œuvre d'Ernst Jünger, vol. 30, Berne, Peter Lang, coll. « Contacts : Sér III. Études et documents », 1995, 388 p. (ISBN 3-906753-71-9)
- Danièle Beltran-Vidal (dir.), Images d'Ernst Jünger, Actes du colloque organisé par le Centre de Recherche sur l'Identité Allemande de l'Université de Savoie, Chambéry (mars 1995)  (ISBN 978-3-906754-46-8)
- Alain de Benoist, Ernst Jünger : une bio-bibliographie, Paris, Guy Trédaniel, 1997, 186 p. (ISBN 2-85707-972-9)
- Alain de Benoist, Ernst Jünger : entre les dieux et les titans, Paris, Via Romana, 2020, 202 p. (ISBN 2-37271-169-5)
- Jean-Luc Evard, Ernst Jünger. Autorité et domination, Paris/Tel-Aviv, Éditions de l'Éclat, 2004, 350 p. (ISBN 978-2-84162-090-6, lire en ligne)
- Ernst Jünger et Julien Hervier (Traduction), Trois chemins d'écolier : Tardive vengeance, Christian Bourgois Éditeur, coll. « Litt. Étr. », 2005, 92 p. (ISBN 978-2-267-01751-9)
- Isabelle Grazioli-Rozet, Ernst Jünger, Grez-sur-Loing, Pardès, coll. « Qui-suis je ? », 2007, 127 p. (ISBN 978-2-86714-358-8)
- Julien Hervier, Deux individus contre l'histoire : Pierre Drieu la Rochelle, Ernst Jünger, Paris, Klincksieck, 1978, 485 p. (ISBN 2-252-02020-2)
- Julien Hervier, Ernst Jünger : Dans les tempêtes du siècle, Paris, Fayard, 2014, 500 p. (ISBN 978-2-213-64363-2 et 2-213-64363-6)
- (de) Helmuth Kiesel, Ernst Jünger : die Biographie, Munich, Siedler, 2007, 715 p. (ISBN 978-3-88680-852-6)
- (en) Elliot Y. Neaman, A dubious past : Ernst Jünger and the politics of literature after Nazism, Berkeley, University of California Press, 1999, 315 p. (ISBN 0-520-21628-8)
- (en) Thomas Nevin, Ernst Jünger and Germany: into the abyss, 1914-1945, Durham, NC, Duke University Press, 1996, 284 p. (ISBN 0-8223-1879-2)
- Jean-Michel Palmier, Ernst Jünger. Rêveries sur un chasseur de cicindèles, Hachette, 1995, 236 p. (ISBN 978-2-01-235183-7)
- (de) Heimo Schwilk, Ernst Jünger : ein Jahrhundertleben, Munich, Piper, 2007, 623 p. (ISBN 978-3-492-04016-7)
- Frédéric de Towarnicki, Ernst Jünger. Récit d'un passeur de siècle, Monaco, Éditions du Rocher, 2000, 169 p. (ISBN 2-268-03573-5)
- Michel Vanoosthuyse, Fascisme et littérature pure : la fabrique d'Ernst Jünger, Marseille, Agone, coll. « Banc d'essais », 2005, 330 p. (ISBN 2-7489-0042-1)
- Dominique Venner, Ernst Jünger  : Un autre destin européen, Monaco/Paris, Éditions du Rocher, 2009, 234 p. (ISBN 978-2-268-06815-2, BNF 41487908, présentation en ligne).
- Philippe Barthelet et Eric Heitz, Le voyage d'Allemagne, Paris, Gallimard, coll. « Le sentiment géographique », 2010, 240 p. (ISBN 978-2-07-012920-1)
- Bernard Maris, L'homme dans la guerre. Maurice Genevois face à Ernst Jünger, Paris, Grasset, 2013, 169 p. (ISBN 978-2-246-80338-6)
- François L'Yvonnet, Apologie d'Ernst Jünger, Paris, Lemieux, coll. « Monde d'idées », 2017, 154 p. (ISBN 978-2-37344-104-8)
- Luc-Olivier d'Algange, Le Déchiffrement du monde : la gnose poétique d'Ernst Jünger, Paris, L'Harmattan, coll. Théôria, 2017  (ISBN 978-2-3431-3346-1)
- Julius Evola, La Figure du Travailleur chez Ernst Jünger, Paris, La Nouvelle Librairie, coll. « Éternel retour », 2020, 252 p.  (ISBN 978-2-491446-24-6).
- Michele Iozzino, Ernst Jünger, le visage de la technique, Paris, La Nouvelle Librairie, coll. « Agora de l'Institut Iliade », 2023, 314 p.  (ISBN 978-2-493898-70-8).
- Claude Bourrinet, Journaux de guerre, Ernst Jünger, Dans le ventre du Léviathan, Perspectives libres, 2023  (ISBN 979-10-90742-98-7)

#### Articles
- Bernd Weisbrod, « Violence guerrière et fondamentalisme masculin : Ernst Jünger », Genèses, décembre 1998, no 33, p. 107-127. [lire en ligne]

#### Films
- « La Guerre d'un seul homme » (Images d'archives, tournées sous l'occupation de la France par les Allemands, mises en résonance avec la lecture du journal d'Ernst Jünger), réalisation Edgardo Cozarinsky, 105 min, 1981.
- « Ernst Jünger, Archives du XXe siècle » (3 heures d'entretien avec Ernst Jünger), réalisation Pierre-André Boutang, production SFP/Jean-José Marchand, INA, 1973.
- Le Rouge et le Gris, Ernst Jünger dans la Grande Guerre, documentaire réalisé par François Lagarde, 2017.
- « Ernst Jünger, l'ennemi parle », produit par Christophe Boutang, réalisé par David Cangardel Chaîne Histoire, 2018.

#### Revues
- « Cahier Ernst Jünger », La Table ronde, hiver 1976
- « Ernst Jünger », L'Œil de bœuf, no 5/6, décembre 1994
- « Ernst Jünger », Nouvelle École no 48, 1996
- Auguste Francotte, « Ernst Jünger ou l’entomologiste écrivain », Lambillionea, no  spécial, 1998
- Les Carnets Ernst Jünger (publication annuelle du Centre de Recherche et de Documentation Ernst Jünger (CERDEJ) animé par Danièle Beltran-Vidal). Dix volumes parus entre 1996 et 2005. Nouvelle série à partir de 2012.

#### Entretiens
- Julien Hervier, Entretiens avec Ernst Jünger, Paris, Gallimard, coll. « Arcades », 1986 (réimpr. 2003), 168 p. (ISBN 978-2-07-070687-7)
- Antonio Gnoli et Franco Volpi, Les prochains titans, Paris, Grasset et Fasquelle, 1998, 160 p. (ISBN 978-2-246-57211-4)